# Chthamalus dalli
Chthamalus dalli är en kräftdjursart som beskrevs av Henry Augustus Pilsbry 1916. Chthamalus dalli ingår i släktet Chthamalus och familjen Chthamalidae. Inga underarter finns listade i Catalogue of Life.